# Diego Portales
Diego José Victor Portales Palazuelos (né le 15 juin 1793 à Santiago du Chili et mort le 6 juin 1837 à Valparaiso) est un homme politique entrepreneur et diplomate chilien. 
Il est une figure fondamentale pour l'organisation politique du pays. Personnage engagé, il est vu par beaucoup de Chiliens comme l'Organizador y Padre de la República (l'organisteur et le père de la République) et par d'autres, comme un dictateur tyrannique.

## Biographie

Blason de la famille Portales.